# Тараджі Генсон
Тараджі Пенда Генсон (англ. Taraji Penda Henson; нар. 11 вересня 1970) — американська акторка, співачка та письменниця, захисниця прав тварин. Здобула популярність після ролей другого плану у фільмах «Маля» (2001), «Метушня і рух» (2005) і «Загадкова історія Бенджаміна Баттона» (2008), за роль в останньому з яких вона номінувалася на премію «Оскар» у категорії «Найкраща акторка другого плану».
Найбільшого успіху досягла роллю Кукі Лайон, основної персонажки прайм-тайм мильної опери Fox «Імперія», де знімається з 2015 року. Роль принесла їй «Золотий глобус» за найкращу жіночу роль в телевізійному серіалі — драма у 2016 році та номінацію на премію «Еммі» у 2015 році. Також Генсон знімалася на регулярній основі в поліцейських процедуралах «Жіноча бригада» (Lifetime, 2002—2004) і «В полі зору» (CBS, 2011—2013), і номінувалася на премію «Еммі» за головну роль у фільмі каналу Lifetime «Викрадений син: Історія Тіффані Рубін» у 2011 році. На великому екрані Генсон також знялася у фільмах «Мої власні помилки» (2009), «Думай як чоловік» (2012), «Ніяких добрих справ» (2014) і «Приховані фігури» (2016).

## Життєпис
Генсон народилася 1970 року у Вашингтоні, округ Колумбія. Вона — єдина дитина в сім'ї, її батько помер у 2006 році. Навчалася в Технічному сільськогосподарському університеті Північної Кароліни, потім перевелася до Говардського університету.
У Генсон є син Марсель (нар. 1994). Його батько, Вільям Ламар Джонсон, був убитий у 2003 році. У травні 2018 року Генсон побралася з корнербеком Келвіном Гейденом.
Має депресію. Веганка.

## Кар'єра
Перша успішна роль Генсон була в незалежній комедії 2001 року «Малюк». З 2002 по 2004 роки вона знімалася в серіалі каналу Lifetime «Жіноча бригада». У 2007-2008 роках у неї була регулярна роль у «Юристи Бостона». Її проривом стала роль у фільмі 2005 року «Метушня і рух», де вона також виконала пісню «it's Hard out Here for a Pimp», що була відзначена премією «Оскар». У 2008 році вона зіграла роль прийомної матері головного героя фільму «Загадкова історія Бенджаміна Баттона», яка принесла їй схвалення критики і номінацію на премію «Оскар» за найкращу жіночу роль другого плану. Відтоді виконувала головні ролі в незалежних фільмах і другорядні в картинах великих голлівудських студій. Зіграла головну роль у комерційно успішному фільмі Тайлера Перрі «Мої власні помилки» (2009), а потім з'явилася в ансамблевій комедії «Думай як чоловік».
Генсон номінувалася на премію «Еммі» за головну роль у фільмі каналу Lifetime «Викрадений син: Історія Тіффані Рубін» у 2011 році. З 2011 по 2013 роки, Генсон знімалася в серіалі CBS «Підозрюваний». Хоча вона і була виконавицею основною жіночої ролі, критики часто відзначали, що Генсон недостатньо багато знімалась в шоу. Її персонажка була убита в середині третього сезону.
У 2014 році Генсон була запрошена на головну роль Кукі Лайон у прайм-тайм мильної опери Fox «Імперія». Роль Кукі, яка за власним визнанням Генсон, не дуже відрізняється від її характеру, і принесла їй похвалу від критики і публіки, а також номінацію на премію «Еммі» у 2015 році. Після успіху серіалу Генсон виступила в комедійному шоу Saturday Night Live, де пародіювала свою гру в мильній опері.
У 2016 році Генсон виконала роль математикині Кетрін Джонсон у біографічному фільмі «Приховані фігури».

## Фільмографія

### Фільми
| Год  | Назва українською мовою              | Оригінальна назва                    | Роль                 | Примітки |
| ---- | ------------------------------------ | ------------------------------------ | -------------------- | --- |
| 2000 | Пригоди Роккі та Буллвінкля          | The Adventures of Rocky & Bullwinkle | Студентка            | |
| 2001 | Все або нічого                       | All or Nothing                       | Кіко                 | |
| 2001 | Малюк                                | Baby Boy                             | Іветт                | Міжнародний кінофестиваль у Локарно Номінація — Black Reel Award за найкращу жіночу роль у кінофільмі |
| 2004 | Показ зачісок                        | Hair Show                            | Тіффаниі             | |
| 2005 | Метушня і рух                        | Hustle & Flow                        | Шуг                  | Black Reel Award за найкращу жіночу роль другого плану у фільмі Black Movie Award за найкращу жіночу роль другого плану BET Award за найкращу жіночу роль Номінація — NAACP Image Award за найкращу жіночу роль другого плану в кінофільмі Номінація — Премія Гільдії акторів США за найкращий акторський склад в ігровому кіно Номінація — MTV Movie Award — прорив року Номінація — MTV Movie Award за найкращий екранний поцілунок Номінація — WAFCA Award за найкращу жіночу роль другого плану |
| 2005 | Кров за кров                         | Four Brothers                        | Камілла Мерсер       | |
| 2005 | Тварина                              | Animal                               | Рамона               | Direct-to-video |
| 2006 | Щось новеньке                        | Something New                        | Недра                | |
| 2006 | Козирні тузи                         | Smokin' Aces                         | Шеріс Веттерс        | |
| 2007 | Поговори зі мною                     | Talk to Me                           | Вернелл Вотсон       | Премія «Готем» за найкращий акторський склад Номінація — Премія «Супутник» за найкращу жіночу роль у фільмі — драма Номінація — NAACP Image Award за найкращу жіночу роль у кінофільмі |
| 2008 | Сім'я мисливців                      | The Family That Preys                | Пем                  | BET Award за найкращу жіночу роль |
| 2008 | Загадкова історія Бенджаміна Баттона | The Curious Case of Benjamin Button  | Куїні                | NAACP Image Award за найкращу жіночу роль другого плану у фільмі Austin Film Critics Award за найкращу жіночу роль другого плану BET Award за найкращу жіночу роль Номінація — Премія «Оскар» за найкращу жіночу роль другого плану Номінація — Премія Гільдії акторів США за найкращу жіночу роль другого плану Номінація — Critics 'Choice Movie Award за найкращу жіночу роль другого плану Номінація — Critics 'Choice Movie Award за найкращий акторський склад Номінація — MTV Movie Award за найкращу жіночу роль Номінація — Black Movie Award за найкращу жіночу роль другого плану Номінація — DFWFCA Award за найкращу жіночу роль другого плану |
| 2009 | Легко не здаватися                   | Not Easily Broken                    | Кларіс Кларк-Джонсон | BET Award за найкращу жіночу роль |
| 2009 | Мої власні помилки                   | I Can Do Bad All by Myself           | Ейпріл               | Номінація — NAACP Image Award за найкращу жіночу роль у фільмі Номінація — Black Movie Award за найкращу жіночу роль Номінація — BET Award за найкращу жіночу роль |
| 2009 | Ураганний сезон                      | Hurricane Season                     | Дайна Коллінз        | |
| 2010 | Божевільне побачення                 | Date Night                           | Детектив Арройо      | |
| 2010 | Один раз занепалий                   | Once Fallen                          | Перл                 | |
| 2010 | Карате кід                           | The Karate Kid                       | Шеррі Паркер         | |
| 2010 | Світ через замкову щілину            | Peep World                           | Мері                 | |
| 2011 | Гарний лікар                         | The Good Doctor                      | Медсестра Тереза     | |
| 2011 | Ларрі Краун                          | Larry Crowne                         | Б'Елла               | |
| 2012 | Думай як чоловік                     | Think Like a Man                     | Лорен                | Номінація — NAACP Image Award за найкращу жіночу роль другого плану у фільмі Номінація — BET Award за найкращу жіночу роль |
| 2013 | По купинах                           | From the Rough                       | Катана Старкса       | |
| 2014 | Думай як чоловік 2                   | Think Like a Man Too                 | Лорен                | |
| 2014 | Ніяких добрих справ                  | No Good Deed                         | Террі Грейнджер      | NAACP Image Award за найкращу жіночу роль у фільмі |
| 2016 | Термін життя                         | Term Life                            | Саманта Турман       | |
| 2016 | Приховані фігури                     | Hidden Figures                       | Кетрін Джонсон       | |
| 2018 | Горда Мері                           | Proud Mary                           | Мері Годвін          | |
| 2018 | Дратівливість                        | Acrimony                             | Мелінда Гейл         | |
| 2018 | Ральф проти інтернету                | Ralph Breaks the Internet            | Єссс                 | |
| 2019 | Чого хочуть чоловіки                 | What Men Want                        | Алі Девіс            | |
| 2022 | Посіпаки: Становлення лиходія        | Minions: The Rise of Gru             | Белль Боттом         | |

### Телебачення
| Рік             | Назва українською мовою                        | Оригінальна назва                      | Роль                        | Примітки |
| --------------- | ---------------------------------------------- | -------------------------------------- | --------------------------- | --- |
| 1997-1998       | Розумний хлопець                               | Smart Guy                              | Мо ' Нік                    | 3 епізоди |
| 1997            | Сестра, сестра                                 | Sister, Sister                         | Бріана                      | Епізод: «Two's Company» |
| 1998            | Швидка допомога                                | ER                                     | Патриція Робінс             | 2 епізоди |
| 1998-1999       | Фелісіті                                       | Felicity                               | Студентка                   | 2 епізоди |
| 1999            | Поліцейські на велосипедах                     | Pacific Blue                           | Ронда                       | Епізод: «The Right Thing» |
| 2000            | Школа Сатани для дівчаток                      | Satan's School for Girls               | Пейдж                       | Телефільм |
| 2000            | Міцні ліки                                     | Strong Medicine                        | Кристал                     | Епізод: «Drug Interactions» |
| 2001            | Вона написала вбивство: Останній вільна людина | Murder, She Wrote: The Last Free Man   | Бесс Пінкні                 | Телефільм |
| 2003-2004       | Жіноча бригада                                 | The Division                           | Інспекторка Рейна Вашингтон | Регулярна роль, 44 епізоди |
| 2004            | Все про нас                                    | All of Us                              | Кім                         | Епізод: «In Through the Out Door» |
| 2005            | Половинка і половинка                          | Half & Half                            | Габріель                    | Епізод: «The Big How to Do & Undo It Episode» |
| 2005            | Доктор Хаус                                    | House                                  | Мойра                       | Епізод: «Spin» |
| 2006            | C. S. I.: Місце злочину                        | CSI: Crime Scene Investigation         | Крістін                     | Епізод: «I Like to Watch» |
| 2007-2008       | Юристи Бостона                                 | Boston Legal                           | Вітні Рим                   | Регулярна роль, 17 епізодів Номінація — Премія Гільдії кіноакторів США за найкращий акторський склад у драматичному серіалі (2008-09) |
| 2008            | Елай Стоун                                     | Eli Stone                              | Анджела Скотт               | 3 епізоди |
| 2011            | Викрадений син: Історія Тіффані Рубін          | Taken from Me: The Tiffany Rubin Story | Тіффані Рубін               | Телефільм NAACP Image Award за найкращу жіночу роль у міні-серіалі або телефільмі Black Reel Award за найкращу жіночу роль у міні-серіалі або телефільмі Номінація — Премія «Еммі» за найкращу жіночу роль у міні-серіалі або фільмі Номінація — Премія «Супутник» за найкращу жіночу роль у міні-серіалі або фільмі |
| 2011-2013, 2015 | В полі зору                                    | Person of Interest                     | Джоселін «Джосс» Картер     | Регулярна роль, 54 епізоду NAACP Image Award за найкращу жіночу роль другого плану у драматичному серіалі (2014) Номінація — NAACP Image Award за найкращу жіночу роль у драматичному серіалі (2012) |
| 2014            | Часи кохання                                   | Seasons of Love                        | Джекі                       | Телефільм |
| 2015-2020       | Імперія                                        | Empire                                 | Кукі Лайон                  | Регулярна роль Премія «Золотий глобус» за найкращу жіночу роль в телевізійному серіалі — драма (2016) Премія «Вибір телевізійних критиків» за найкращу жіночу роль у драматичному серіалі (2015) NAACP Image Award за найкращу жіночу роль у драматичному серіалі (2016) Номінація — Премія «Еммі» за найкращу жіночу роль у драматичному телесеріалі (2015) Номінація — Премія Асоціації телевізійних критиків за особисті досягнення у драмі (2015) |